# Мартин Гарднър
Мартин Гарднър (на английски: Martin Gardner) е американски математик и популяризатор на науката.
Специализира в областта на забавната математика, но с интереси също и в илюзионното изкуство, псевдонауката, литературата (особено творбите на Луис Карол), философията, научния скептицизъм и религията. От 1956 до 1981 година поддържа колонката „Математически игри“ (Mathematical Games) в списанието Scientific American; автор е на повече от 70 книги. Колкото и да е куриозно, Гарднър никога не е учил математика след гимназията и е имал проблеми с анализа.
През 1956 година е редактор на детското списание „Хъмпти Дъмпти“, когато изпраща в Scientific American своя статия за флексагоните и в отговор получава покана от издателя на списанието да започне редовна колонка за забавна математика. За периода на съществуването си рубриката представя пред широката аудиория множество теми, сред които са:
- играта „Живот“ на Джон Хортън Конуей,
- полиомино,
- Сома куб,
- играта на дъска Хекс, създадена независимо от Пит Хайн и Джон Наш,
- танграм,
- покритие на равнината чрез плочки на Пенроуз,
- криптоанализа / криптография с публичен ключ
- работите на Мориц Корнелис Ешер,
- фрактали,

и много математически и логически игри.
Много от статиите му в рубриката „Математически игри“ са събрани в книги, първата от които „Mathematical Puzzles and Diversions“ е публикувана през 1956 година.
През 1981 година, Гарднър напуска „Scientific American“ и на негово място Дъглас Хофстатър започва да води рубрика озаглавена „Metamagical Themas“ (анаграма на „Mathematical Games“). Гарднър се отдава на литературни изследвания и на актуализиране на някои от по-старите си книги, като например „Origami, Eleusis, and the Soma Cube“, издадена през 2008 година.
За кратко в края на 1970-те и началото на 1980-те Гарднър води колонка и за научно-популярното списание на Айзък Азимов „Science Fiction“.